# 오스트리아 국립도서관

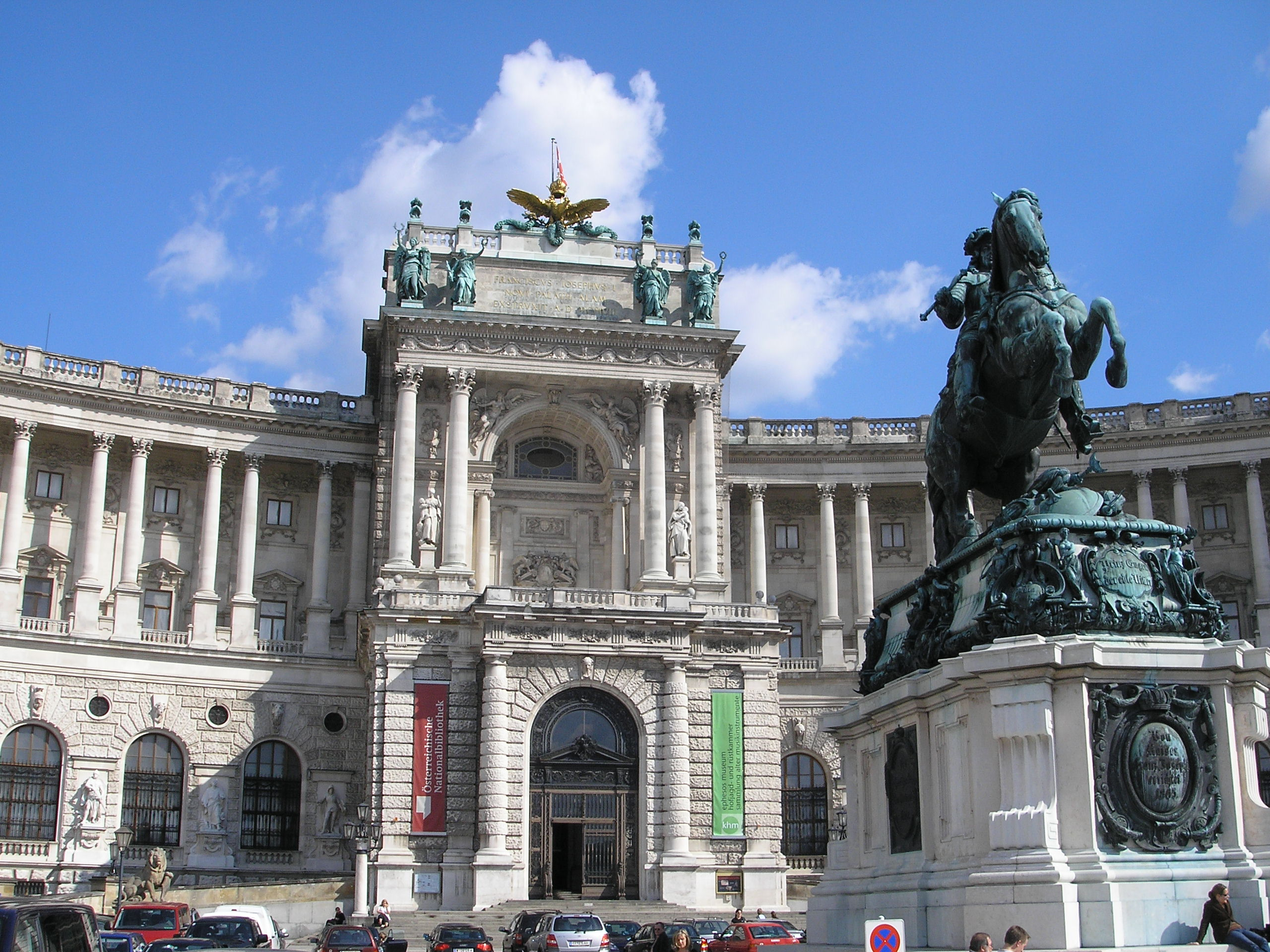
오스트리아 국립도서관

오스트리아 국립도서관(독일어: Österreichische Nationalbibliothek)은 오스트리아 빈에 위치한 도서관이다. 호프부르크의 신 궁전 (Neue Burg) 에 위치해있다.